# Carine Mékam
Carine Bacchetta Mékam Ndong (* 17. Juni 1985) ist eine gabunische Leichtathletin, die sich auf das Kugelstoßen spezialisiert hat.

## Sportliche Laufbahn
Erste internationale Erfahrungen sammelte Carine Mékam im Jahr 2003, als sie bei den Juniorenafrikameisterschaften in Garoua mit einer Weite von 14,25 m die Goldmedaille gewann. 2017 startete sie bei den Spielen der Frankophonie in Abidjan und gewann dort mit 15,34 m die Silbermedaille hinter der Kamerunerin Auriol Dongmo und 2022 sicherte sie sich bei den Afrikameisterschaften in Port Louis mit neuer Bestleistung von 15,87 m die Silbermedaille hinter der Südafrikanerin Ischke Senekal. 2024 belegte sie bei den Afrikaspielen in Accra mit 15,31 m den fünften Platz und im Juni wurde sie bei den Afrikameisterschaften in Douala mit 14,71 m Sechste.